# Cotoneaster salicifolius
Cotonéaster à feuilles de saule
Espèce
Classification GRIN
Synonymes
- Cotoneaster salicifolia Franch., 1885
- Cotoneaster angustus (T.T.Yu) G.Klotz, 1996
- Cotoneaster floccosus (Rehder & E.H.Wilson) Flinck & B.Hylmö, 1966
- Cotoneaster henryanus (C.K.Schneid.) Rehder & E.H.Wilson, 1912
- Cotoneaster rugosus E.Pritz., 1900
- Cotoneaster salicifolius var. floccosus Rehder & E.H.Wilson, 1912[1]

Cotoneaster salicifolius, le Cotonéaster à feuilles de saule, est une espèce de plantes à fleurs de la famille des Rosaceae et du genre Cotoneaster. C'est un arbuste de taille petite à moyenne, tolérant la sécheresse, à feuilles persistantes ou semi-persistantes, au port arqué et ramifié. Les spécimens qui poussent à l'état sauvage, cependant, sont généralement plus gros, mesurant en moyenne cinq mètres de hauteur. Bien qu'originaire des montagnes, des forêts mixtes et des endroits ouverts de l'ouest de la Chine, il est couramment cultivé dans les climats tempérés du monde entier. Les cultivars ont été élevés sous diverses formes, comme couvre-sols ou arbustes d'ornement.

## Description

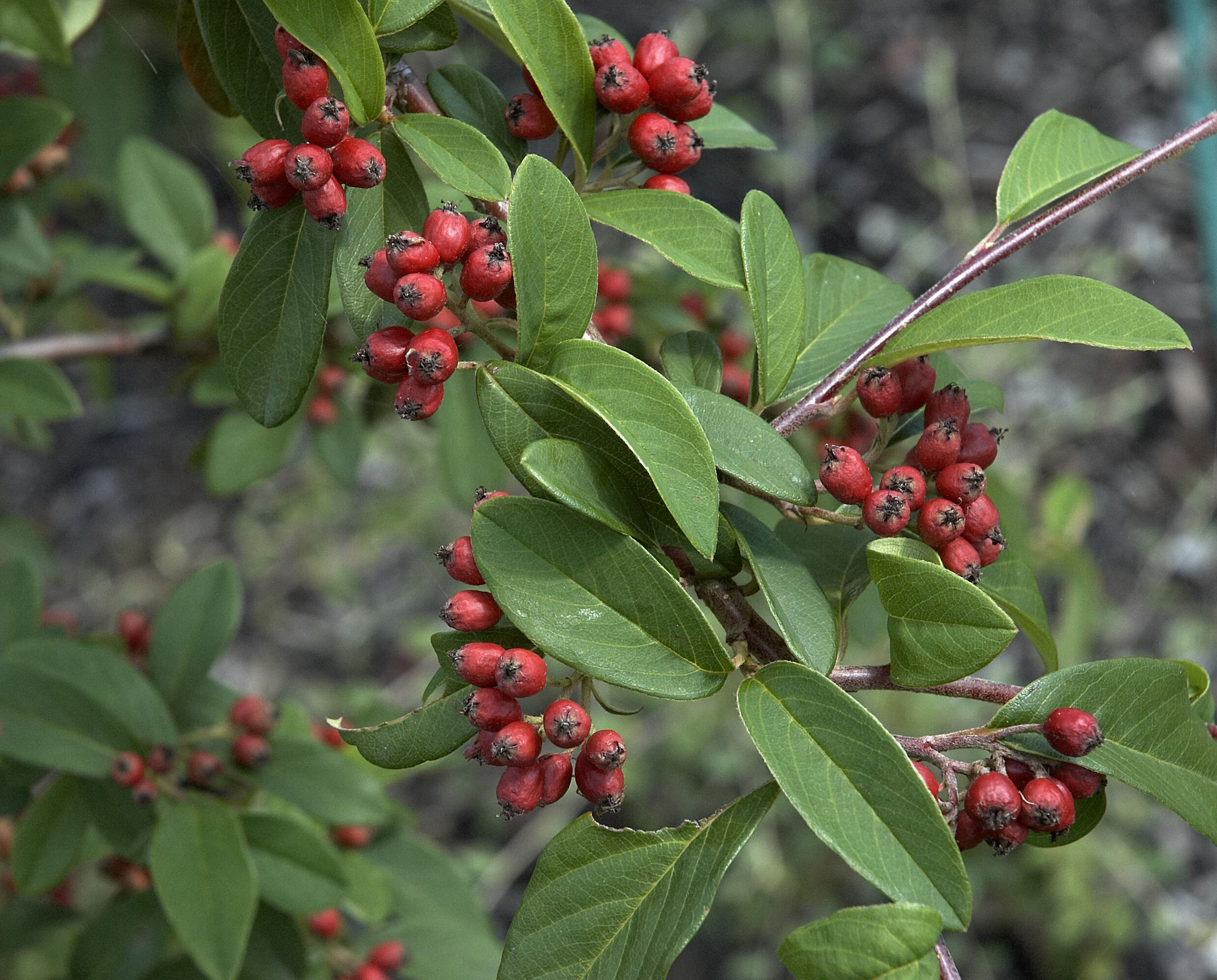
Fruits et feuilles.

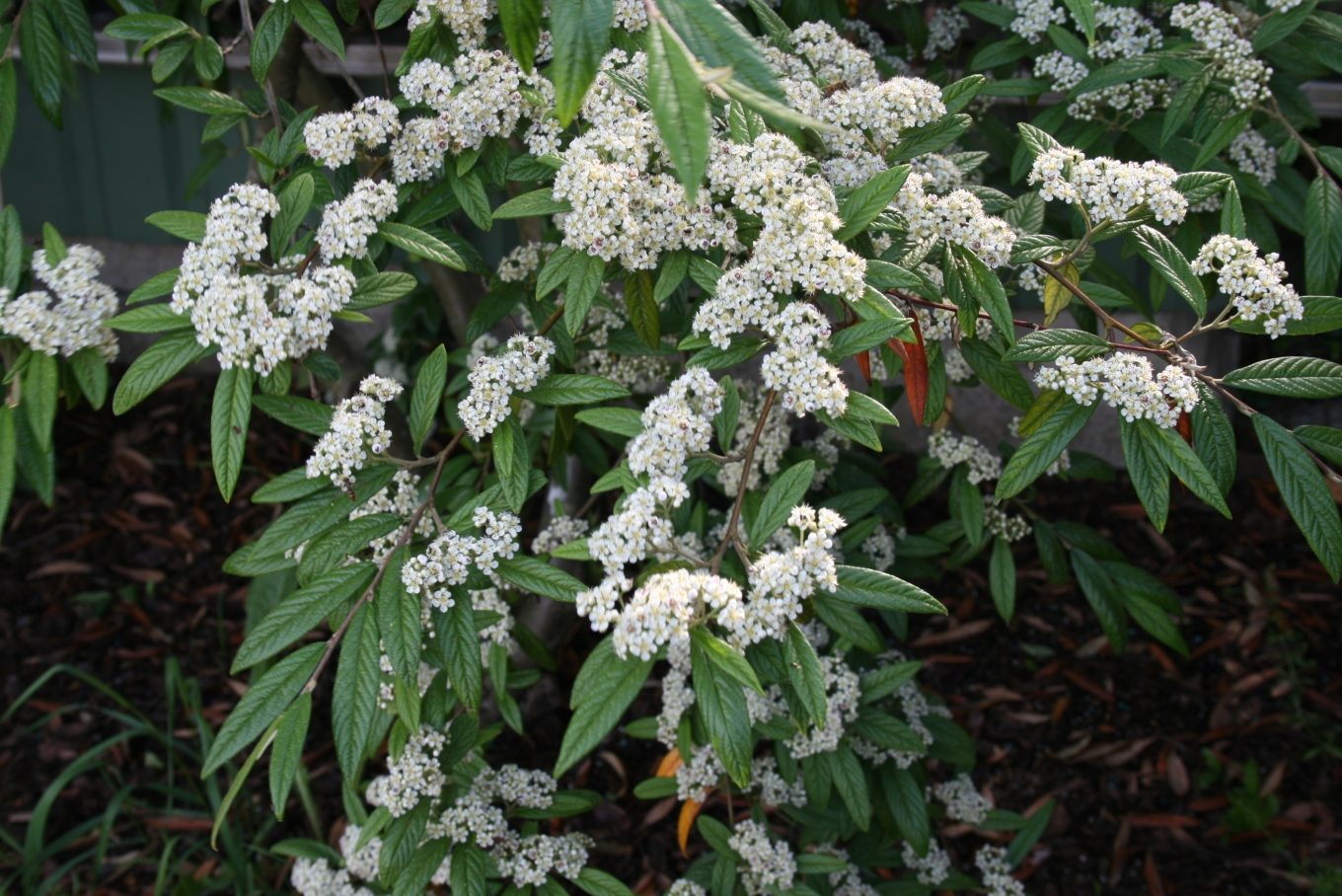
Fleurs et feuilles.

L'écorce du Cotonéaster à feuilles de saule est gris-brun, ses tiges sont minces et son système racinaire est clairsemé.
Les feuilles sont alternes, simples, longues, lancéolées, vert foncé et ressemblent à celles des saules (d'où le nom commun), et ont de fins poils gris sur leur face inférieure. Le nom scientifique « salicifolius », décrit par le botaniste Franchet, signifie « à feuilles de saule » (voir le genre Salix ). Pendant les mois les plus froids, elles deviennent de couleur marron.
En juin, il porte de nombreux corymbes composés de fleurs blanches de 5–6 mm. Le fruit est un petit piridion, voyant, rouge à pépins ; mûrissant en Septembre ou en Octobre, il reste accroché pendant l'hiver,.
La ploïdie est de 34 (2n=34).

## Culture
Selon les caractéristiques du cultivar, le Cotonéaster à feuilles de saule peut être utilisé pour la confection d'une haie ou comme arbuste isolé ; en couverture ; en petits groupes ou en grands bosquets ; partout où son feuillage d'automne coloré ou ses fruits rouge vif dirigeraient l'œil vers un point focal ou serviraient de pièce maîtresse dans un jardin.

## Ravageurs
Cotoneaster salicifolius est sensible aux taches foliaires, cochenilles et acariens. Il est également considéré comme très sensibles au feu bactérien d'Entérobactéries et a été utilisé comme cobaye pour l'essai de nouvelles méthodes de contrôle,. Dans certaines parties de l'Europe où le feu bactérien était jusque là inconnu, des spécimens cultivés de cette espèce sont parmi les premières plantes infectées identifiés.

## Liste des cultivars

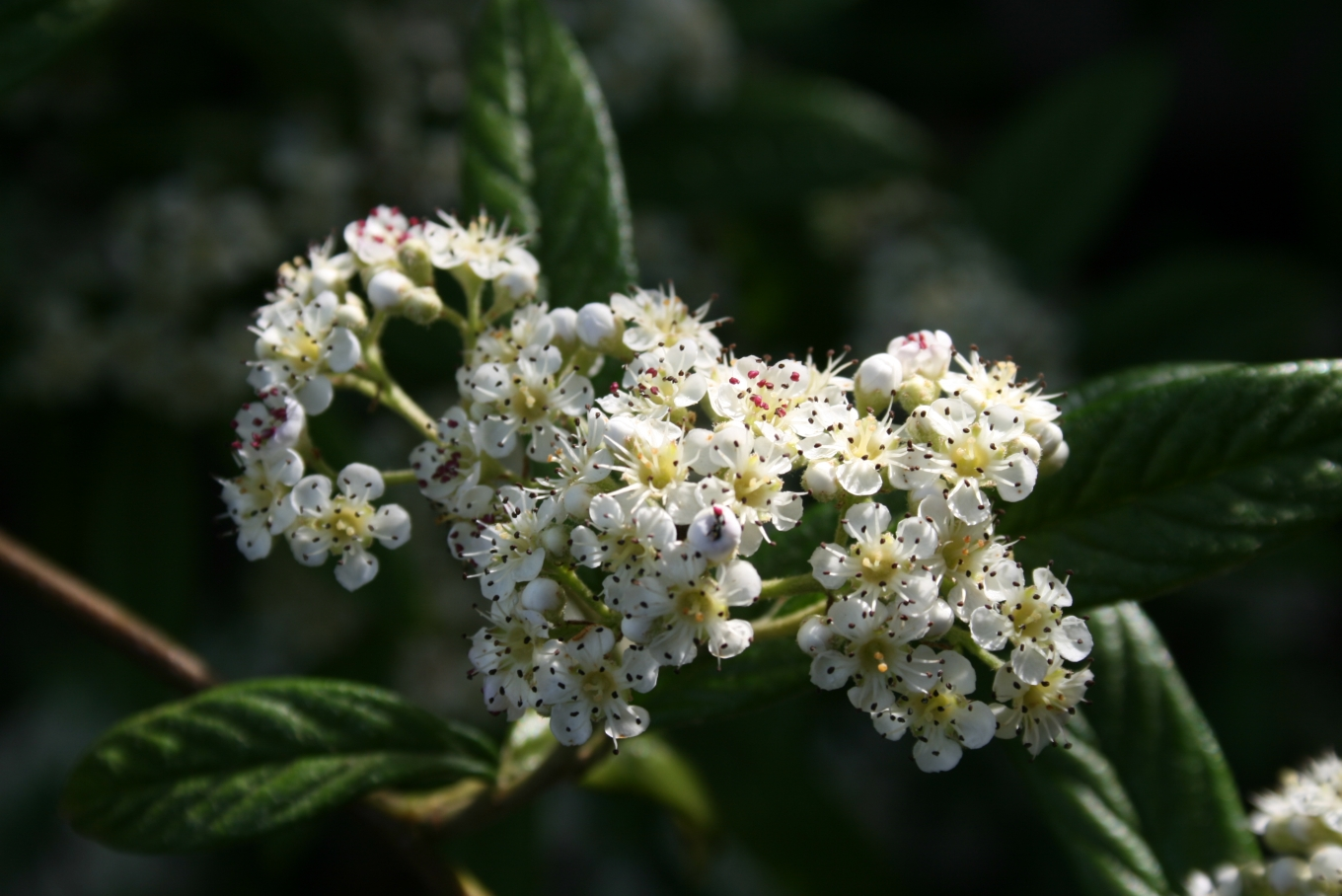
Corymbe.

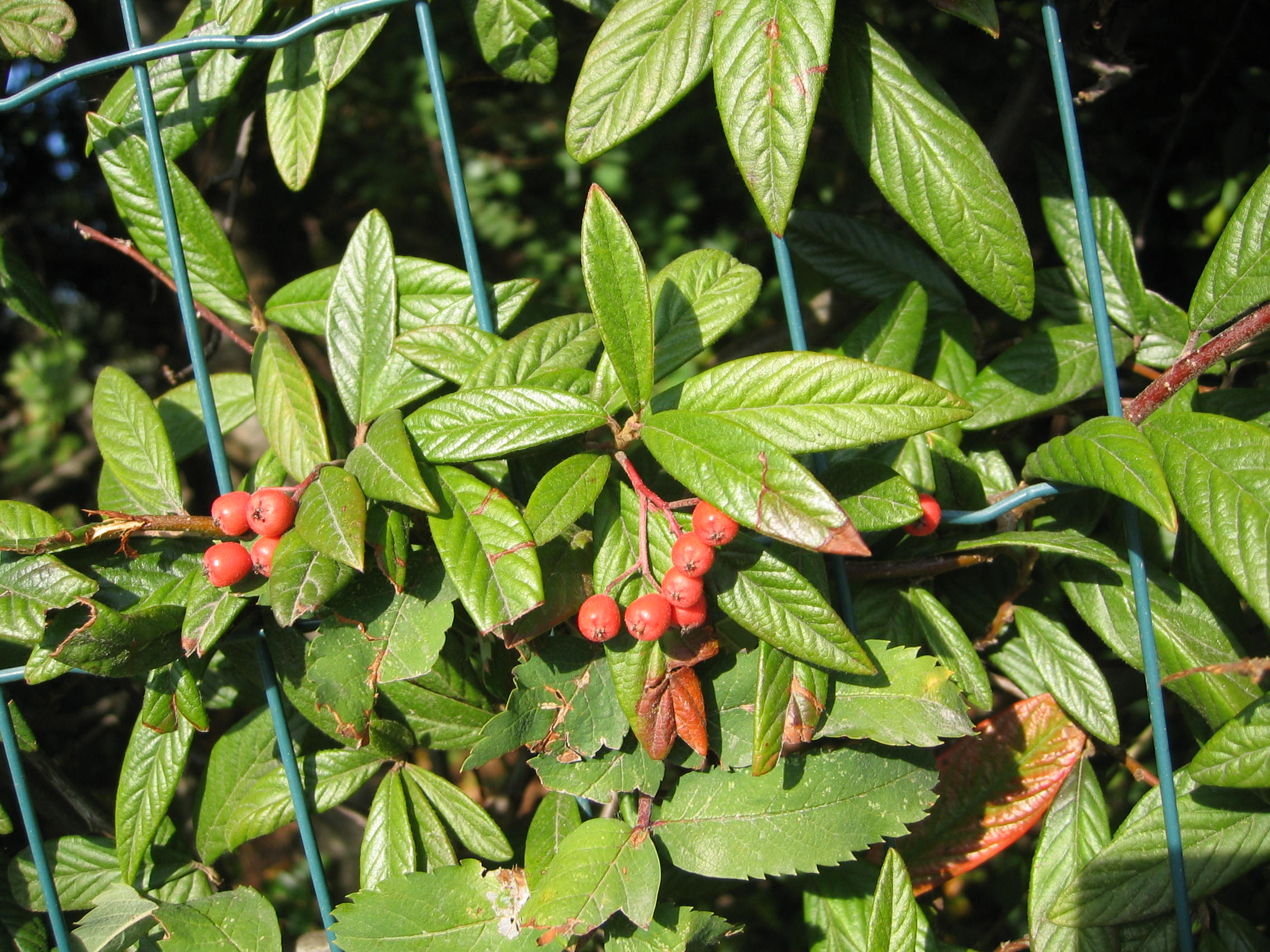
Feuilles et fruits.

Cette plante a de nombreux cultivars, allant de petits couvre-sols à de grands arbustes, qui comprennent :
- "Angustus
- 'Autumn Fire' ou 'Herbstfeuer' (allemand) : il pousse de 2 à 3 pieds de haut[3]
- "Avonbank
- "Avondrood" : équivalent ou supposé équivalent à "Repandens" et "Repens"[2],[9]
- "Dekor
- Dortmund" : on pense qu'il est équivalent à "Repandens" et "Repens", et peut-être à "Avondrood".
- "Emerald Carpet" ou "Green Carpet" : cultivar au feuillage plus dense que la moyenne, il est similaire à "Repens"[2],[3]
- "Exburyensis
- "Flocose
- "Gnom" ou "Gnome" : il mesure de 8 à 12 pouces[3]
- "Henryanus
- 'Herbstfeuer' (allemand) ou 'Autumn Fire' : un cultivar qui repose pratiquement sur le sol et qui fait moins d'un pied de haut[5]
- "Klampen
- "Moner" : développé à Monrovia, on pense qu'il est identique au "tapis d'émeraude". Il pousse à environ 30 cm de haut et s'étend sur 2 à 3 mètres, avec une croissance compacte.
- "Mlynany
- "October Glory" (Gloire d'octobre)
- "Parkteppich
- "Pendulus" ou "Hybridus Pendulus
- "Perkeo
- "Champagne rose
- "Red Flare" (fusée rouge)
- Repens" ou "Repandens" ou "Avondrood" : ce cultivar pousse bas sur le sol jusqu'à environ 2 pieds de haut et 8 pieds de large avec des feuilles brillantes qui peuvent être semi-vertes pendant les hivers excessivement froids, mais persistantes dans les climats plus chauds.
- "Rothschildianus
- "Rugosus" ou "Hylmoei
- "Saldam
- "Salicifolius
- "Scarlet Leader" : ce cultivar populaire, résistant aux maladies, est très apprécié et constitue une bonne couverture du sol. En automne, le feuillage dense et vert se roussit. Il atteint une hauteur de 2 à 3 pieds et une largeur de 6 à 8 pieds[2],[3],[5].
- "La beauté de septembre
- "Sympatie
- "Valkenburg
- "Willeke

Les cultivars 'Nain', 'Pink Champagne' et "Rothschildianus' ont reçu l'Award of Garden Merit de la Royal Horticultural Society.

## Publication originale
- A. Franchet, « Plantae Davidianae ex Sinarum Imperio - 2e partie - Plantes du Thibet Oriental », Nouvelles archives du muséum d'histoire naturelle, sér. 2, Paris, vol. 8,‎ 1885, p. 183-254 (lire en ligne).